# Epirhyssa japonica
Epirhyssa japonica är en stekelart som beskrevs av Cameron 1886. Epirhyssa japonica ingår i släktet Epirhyssa och familjen brokparasitsteklar. Inga underarter finns listade i Catalogue of Life.